# Universidad de Ferrara
La Universidad de Ferrara (en italiano: Università degli Studi di Ferrara) es un centro universitario en la ciudad italiana de Ferrara, que cuenta con unos 12.000 estudiantes en sus facultades de Arquitectura, Económicas, Farmacia, Ingeniería, Humanidades, Derecho, Medicina, Ciencias y Matemáticas. 

## Historia
Tras Niccolò II d'Este, su hermano el Marqués Alberto I d'Este ocupó durante pocos años el poder. Promovió el arte y las ciencias y recibió del Papa Bonifacio IX el privilegio para crear una universidad. La fundación el 4 de marzo de 1391 fue el primer acontecimiento cultural en la ciudad. 
El sobrino de Alberto, Leonello d’Este (1407-1450), era un amante del arte y se convirtió en el iniciador de un círculo humanista, en el que participaron, entre otros, Guarino da Verona, Angelo Decembrio y Leon Battista Alberti. 
A comienzos del siglo XVI llegaron numerosos estudiantes de otras universidades a la de Ferrara, por ser ésta más pequeña y menos costosa, para obtener así con mayor facilidad un título universitario; entre ellos se encontraban Paracelso y Nicolás Copérnico. Este obtuvo el 31 de mayo de 1503 en el palacio episcopal el título de Doctor en Derecho Canónico, después de haber estudiado en Bolonia y Padua, tal como se desprende de sus documentos.
Tras la unificación de Italia, la Universidad se convirtió en una universidad libre con facultades de Derecho y Matemáticas, tres años de Medicina (reducidos a dos en 1863-64), y Escuelas de Veterinaria (cerrada en 1976), Farmacia y Notarios públicos.

## Profesores célebres
- Guarino Veronese (v. 1370-1460), profesor de Filosofía.
- Teodoro de Gaza (en latín: Theodorus Gazæ), (v. 1400 † 1478), profesor de Griego.
- Giovanni Bianchini, (en latín: Johannes Blanchinus) (1410–v. 1449),  profesor de Astronomía.
- Nicolas Léonicène, (en latín: Nicolaus Leonicenus ou Leoninus) (1428-1524), profesor de Matemáticas, más adelante de Filosofía y finalmente de Medicina.
- Giovanni Battista Giraldi (1504-1573), profesor de Filosofía, de Medicina, más adelante de Literatura.
- Francesco Patrizi (en latín: Franciscus Patricius) (1529-1597), profesor de Filosofía.
- Silvio Antoniano (1540-1603), profesor de Literatura.
- Ippolito Sivieri, profesor de Filosofía y de Matemáticas.
- Gabriele Tagliaventi (nacido en 1960), profesor de Arquitectura.

## Otros estudiantes célebres
- Amato Lusitano
- Massimo Pigliucci
- Girolamo Savonarola, OP, (1452-1498).
- Ludovico Ariosto
- Giovanni Pico della Mirandola, (1463-1494), humanista
- William Latimer, helenista inglés, consejero de Enrique VIII
- Gabriele Falloppio (1523-1562), médico y anatomista
- Giulio Canani (1524-1592), cardenal italiano del siglo XVI
- Pío VI (Giannangelo Braschi) (1717-1799), Papa de la Iglesia católica desde 1775 hasta su muerte